# Proculus goryi
Proculus goryi là một loài bọ cánh cứng trong họ Passalidae. Loài này được Melly miêu tả khoa học năm 1833.